# Count Vaseline
Count Vaseline, vlastním jménem Stefan Murphy, (* 70. léta 20. století) je irský zpěvák a kytarista. Byl frontmanem skupiny The Mighty Stef, která ukončila svou činnost po vydání čtyř alb v roce 2016. Murphy následně začal vystupovat sólově pod pseudonymem Count Vaseline. Později se z rodného Irska odstěhoval (mezitím krátce bydlel v Berlíně) do Atlanty v Georgii. V září 2016 vydal své první sólové album nazvané Yo No Soy Marinero. Druhé, které dostalo název Cascade, následovalo v roce 2017. Dvě písně z alba byly přímo inspirovány tehdejší volbou amerického prezidenta. Ještě téhož roku vydal své další album nazvané Tales from the Megaplex. Na albu se nachází například píseň „Hail Hail John Cale“, která je poctou velšskému hudebníkovi Johnu Caleovi.